# Philip Marlowe, detective privato
Philip Marlowe, detective privato (Philip Marlowe, Private Eye) è una serie televisiva statunitense in 11 episodi trasmessi per la prima volta nel corso di 2 stagioni, la prima nel 1983 e la seconda nel 1986.
La serie, ambientata a Los Angeles negli anni trenta, è basata sul personaggio di Philip Marlowe, creato da Raymond Chandler, che ha originato anche diversi film. È il remake della serie televisiva in 26 episodi del 1959-1960 Philip Marlowe, interpretata da Philip Carey.

## Personaggi
- Philip Marlowe (11 episodi, 1983-1986), interpretato da	Powers Boothe.
- Annie Riordan (4 episodi, 1983), interpretata da	Kathryn Leigh Scott.
- tenente Victor "Violets" Magee (4 episodi, 1983), interpretato da	Billy Kearns.
- tenente Angus (2 episodi, 1986), interpretato da	Ken Pogue.
- tenente Yberra (2 episodi, 1986), interpretato da	Frank Pellegrino.
- Frisky (2 episodi, 1986), interpretato da	Angelo Rizacos.
- sergente (2 episodi, 1983), interpretato da	Tony Sibbald.
- detective Baker (2 episodi, 1983), interpretato da	Jim Dunk.

## Produzione
La serie fu prodotta da David Wickes TV, London Weekend Television e Paragon Motion Pictures.

### Registi
Tra i registi della serie sono accreditati:
- Robert Iscove (4 episodi, 1986)
- Peter R. Hunt (2 episodi, 1983)

## Distribuzione
La serie fu trasmessa negli Stati Uniti dal 1983 al 1986 sulla rete televisiva Independent Television.
Alcune delle uscite internazionali sono state:
- nel Regno Unito il 27 aprile 1984 (Philip Marlowe, Private Eye)
- in Svezia il 13 ottobre 1984
- negli Stati Uniti il 27 aprile 1986 (Philip Marlowe, Private Eye)
- in Finlandia (Marlowe)
- in Spagna (Philip Marlowe)
- in Francia (Philip Marlowe, détective privé)
- in Italia (Philip Marlowe, detective privato)

## Episodi
| Stagione         | Episodi | Prima TV USA |
| ---------------- | ------- | ------------ |
| Prima stagione   | 5       | 1983         |
| Seconda stagione | 6       | 1986         |